# Flughafen Timbuktu

i8
i11
i13
Der Flughafen Timbuktu (auch Flughafen Tombouctou IATA-Code: TOM, ICAO-Code: GATB) ist ein Flughafen nahe der Stadt Timbuktu in Mali. Bis 2012 führte die dritte Air Mali Linienflüge ab Timbuktu durch, und zwar nach Bamako und Mopti. Royal Air Maroc bot seit Juni 2011 einen Flug nach Casablanca mit Zwischenstopp in Bamako an, der jedoch kurze Zeit später aus dem Flugplan verschwand.

## Zwischenfälle
- Am 22. Februar 1985 verunglückte eine Antonow An-24 der ersten Air Mali (Luftfahrzeugkennzeichen TZ-ACT) nach dem Start vom Flughafen Timbuktu infolge eines Triebwerkschadens. Von den 52 Insassen überlebte nur ein Passagier.[1]